# Prix Claire-Bonenfant
Le prix Claire-Bonenfant était un prix québécois qui honorait une personne ou un groupe s'étant distingué en faisant la promotion des valeurs de la démocratie et de la participation citoyenne au Québec. Il fut créé en 1997, peu de temps après le décès de Claire Bonenfant, une des précurseurs du mouvement féministe au Québec.
La remise du prix a été interrompu en 2006.

## Lauréats
- 1999 - Hubert de Ravinel
- 2001 - Michel Laporte
- 2002 - Gaston Forgues
- 2004 - Jacques Gravel
- 2005 - Jean-Pierre Denis